# Josip Broz Tito kitüntetései
Josip Broz Tito számtalan kitüntetést kapott a hazájában és a világon.

## Jugoszláviában szerzett kitüntetései
| Díj                                               | A díj átadásának dátuma                             | Megjegyzések               |
| ------------------------------------------------- | --------------------------------------------------- | -------------------------- |
| A nemzet hősei rendje                             | 1944. november 6., 1972. május 15., 1977. május 16. | csak ő kapta meg háromszor |
| A nemzeti szabadság rendje                        | 1945                                                | Az ANVOJ elnöke            |
| A bátorság rendje                                 | 1945                                                | Az ANVOJ elnöke            |
| Az állampolgár rendje aranycsillaggal             | 1945                                                | Az ANVOJ elnöke            |
| A nemzeti szabadság rendje                        | 1945                                                | Az ANVOJ elnöke            |
| A szabadság rendje                                | 1945                                                | Az ANVOJ elnöke            |
| A testvériség és az egység rendje aranycsillaggal | 1945                                                | Az ANVOJ elnöke            |
| A partizán hős rendje aranycsillaggal             | 1947                                                |                            |
| A szocialista munkásság hősének rendje            | 1950                                                |                            |
| Jugoszlávia Nagycsillagának rendje                | 1954                                                |                            |
| A hadsereg zászlajának rendje                     | 1954                                                |                            |
| A néphadsereg rendje babérkoszorúval              | 1954                                                |                            |
| A hadsereg rendje nagycsillaggal                  | 1954                                                |                            |
| A köztársaság rendje aranykoszorúval              | 1954                                                |                            |

## Jugoszlávián kívül szerzett kitüntetései
| Díj                                                                            | Ország                    | A díj átadásának dátuma              | Megjegyzések                                                                            |
| ------------------------------------------------------------------------------ | ------------------------- | ------------------------------------ | --------------------------------------------------------------------------------------- |
| Almara rendjének nagylánca vállszalaggal                                       | Afganisztán               | 1960. november 19.                   |                                                                                         |
| Az Osztrák Köztársaság Nagy Csillag rendje vállszalaggal                       | Ausztria                  | 1965. február 9.                     |                                                                                         |
| Belga Lipót-rend                                                               | Belgium                   | 1970. október 6.                     | Belgium legmagasabb hadi kitüntetése                                                    |
| Andes sas-rendjének nagylánca                                                  | Bolívia                   | 1963. szeptember 29.                 |                                                                                         |
| A dél kereszt nemzeti rendjének nagylánca                                      | Brazília                  | 1963. szeptember 19.                 |                                                                                         |
| Ez emberek szabadsága 1941-1944 rendje 1. osztály                              | Bulgária                  | 1947. november 25.                   |                                                                                         |
| 1944. szeptember 9.-rend karddal 1. osztály                                    | Bulgária                  | 1947. november 25.                   |                                                                                         |
| Georgi Dimitrov-rend                                                           | Bulgária                  | 1965. szeptember 22.                 |                                                                                         |
| Aga Mah Tiri Tudam-rend nagylánca                                              | Burma                     | 1955. január 6.                      |                                                                                         |
| A Chilei Köztársaság Érdemrendjének nagylánca                                  | Chile                     | 1963. szeptember 24.                 |                                                                                         |
| A fehér oroszlán rendje vállszalaggal 1. osztály                               | Csehszlovákia             | 1946. március 22.                    |                                                                                         |
| A szlovák emberek felkelésének a rendje 1. osztály                             | Csehszlovákia             | 1946. március 22.                    |                                                                                         |
| A győztes fehér oroszlán katonai rendje 1. osztály                             | Csehszlovákia             | 1946. március 22.                    |                                                                                         |
| Hadikereszt 1939-1945                                                          | Csehszlovákia             | 1946. március 22.                    |                                                                                         |
| A csehszlovák hadsereg keresztje 1939                                          | Csehszlovákia             | 1946. március 22.                    |                                                                                         |
| A győztes fehér oroszlán katonai rendje lánccal és vállszalaggal               | Csehszlovákia             | 1964. szeptember 26.                 |                                                                                         |
| Elefánt-rend                                                                   | Dánia                     | 1974. október 29.                    | Dánia legmagasabb kitüntetése                                                           |
| A Bath-rend nagy keresztjének a lovagja lánccal és vállszalaggal               | Egyesült Királyság        | 1972. október 17.                    |                                                                                         |
| A Nílus rendjének a nagylánca                                                  | Egyiptom                  | 1955. december 28.                   |                                                                                         |
| Saba királynő-rendnek nagylánca vállszalaggal                                  | Etiópia                   | 1954. július 21.                     |                                                                                         |
| Szent György-medál a győztes levelekkel                                        | Etiópia                   | 1954. július 21.                     |                                                                                         |
| Érem az ország védelméért öt pálmalevéllel                                     | Etiópia                   | 1954. július 21.                     |                                                                                         |
| Finnország fehér rózsájának parancsnoki nagykeresztje lánccal és vállszalaggal | Finnország                | 1963. május 6.                       |                                                                                         |
| A hadsereg keresztje pálmával 1939-1945                                        | Franciaország             | 1956. március 5.                     |                                                                                         |
| A becsület légió-rendnek nagykeresztje vállszalaggal 1. osztály                | Franciaország             | 1956. március 5.                     |                                                                                         |
| A hadsereg érdemrendje                                                         | Franciaország             | 1956. március 5.                     | Winston Churchill, Franklin D. Roosevelt és Dwight D. Eisenhower a korábbi kitüntettek. |
| Harcos-érdemrend                                                               | Franciaország             | 1956. június 29.                     |                                                                                         |
| A nemzeti rend nagy keresztje vállszalaggal                                    | Franciaország             | 1976. december 6.                    |                                                                                         |
| A megmentő rendjének a nagy keresztje vállszalaggal                            | Görögország               | 1954. június 2.                      |                                                                                         |
| A függetlenségért küzdő harcos nagy keresztje                                  | Guinea                    | 1961. január 7.                      |                                                                                         |
| Hollandia oroszlánjának nagy királyi keresztje vállszalaggal 1. osztály        | Hollandia                 | 1970. október 20.                    |                                                                                         |
| A bátorság rendje                                                              | Indonézia                 | 1958. december 28.                   |                                                                                         |
| A nagy hősök rendje                                                            | Indonézia                 | 1960. április 7.                     |                                                                                         |
| Az Indonéz Köztársaság nagycsillagának rendje vállszalaggal 1. osztály         | Indonézia                 | 1960. április 7.                     |                                                                                         |
| Pahlavi rendjének nagylánca vállszalaggal                                      | Irán                      | 1966. június 3.                      |                                                                                         |
| A 2500 éves Iráni Birodalom megemlékező rendje                                 | Irán                      | 1971. október 14.                    |                                                                                         |
| Al Rafidain-rend vállszalaggal 1. osztály                                      | Irak                      | 1967. augusztus 14.                  |                                                                                         |
| Al Rafidain katonai rend vállszalaggal 1. osztály                              | Irak                      | 1979. február 7.                     |                                                                                         |
| A krizantém legmagasabb rendjének nagy vállszalagja                            | Japán                     | 1968. április 8.                     |                                                                                         |
| Ben Ali-rend lánccal és vállszalaggal                                          | Jordánia                  | 1979. február 11.                    |                                                                                         |
| Kambodzsa királyi rendje vállszalaggal 1. osztály                              | Kambodzsa                 | 1956. július 20.                     |                                                                                         |
| A nemzeti függetlenség nagylánca                                               | Kambodzsa                 | 1968. január 17.                     |                                                                                         |
| A nemzeti függetlenség nagylánca                                               | Kambodzsa                 | 1968. január 17.                     |                                                                                         |
| Kamerunért Érdemrend nagy keresztje vállszalaggal                              | Kamerun                   | 1967. június 21.                     |                                                                                         |
| Kenya aranyszív rendjének nagy lánca 1. osztály                                | Kenya                     | 1970. február 18.                    |                                                                                         |
| Kongóért Érdemrend vállszalaggal                                               | Kongói Köztársaság        | 1975. szeptember 10.                 |                                                                                         |
| A köztársaság hősének rendje vállszalaggal                                     | Észak-Korea               | 1977. augusztus 25.                  |                                                                                         |
| Az állam zászlajának rendje 1. osztály                                         | Észak-Korea               | 1977. augusztus 25.                  |                                                                                         |
| A Közép-afrikai Köztársaság Érdemrendje nagykeresztje vállszalaggal            | Közép-afrikai Köztársaság | 1972. május 3.                       |                                                                                         |
| Mubarak lánca                                                                  | Kuvait                    | 1979. február 3.                     |                                                                                         |
| Medal Zwycięstwa i Wolności 1945                                               | Lengyelország             | 1946. március 16.                    | 670 000 főnek ítélték oda 1958 és 1992 között                                           |
| Krzyż Partyzancki                                                              | Lengyelország             | 1946. március 16.                    | 55 000 főnek ítélték oda                                                                |
| A libériai Köztársaság úttörőlovagságának legmagasabb rendje vállszalaggal     | Libéria                   | 1961. március 14.                    |                                                                                         |
| A köztársaság rendje                                                           | Líbia                     | 1973 november                        |                                                                                         |
| Nassau-ház aranyoroszlán lovagjának rendje vállszalaggal                       | Luxemburg                 | 1970 október 9.                      |                                                                                         |
| A Magyar Köztársasági Érdemrend nagykeresztje csillaggal és vállszalaggal      | Magyarország              | 1947. december 7.                    |                                                                                         |
| Magyar Köztársaság érdemrendje 1. osztály                                      | Magyarország              | 1947. december 7.                    |                                                                                         |
| Magyar Köztársaság zászlajának érdemrendje briliánssal 1. osztály              | Magyarország              | 1964. szeptember 14.                 |                                                                                         |
| Mehamedi rendjének nagylánca                                                   | Marokkó                   | 1961. április l.                     |                                                                                         |
| Mauritánia nagykeresztjének rendje vállszalaggal                               | Mauritánia                | 1968. szeptember 5.                  |                                                                                         |
| Az azték sas nemzeti rendjének lánca                                           | Mexikó                    | 1963. március 30.                    |                                                                                         |
| A függetlenség érme                                                            | Mexikó                    | 1963. október 15.                    |                                                                                         |
| Szühebátor-rend                                                                | Mongólia                  | 1968. április 20.                    |                                                                                         |
| Nemzetek közötti barátság rendjének nagy aranycsillaga vállszalaggal           | NDK                       | 1965. június 8.                      |                                                                                         |
| Karl Marx-rend                                                                 | NDK                       | 1974. november 12., 1977. január 12. | két alkalommal is megkapta                                                              |
| Ojasvi-Rajanya rendje lánccal és vállszalaggal                                 | Nepál                     | 1974. február 2.                     |                                                                                         |
| Szent Olaf rendjének nagykeresztje lánccal és vállszalaggal                    | Norvégia                  | 1965. május 13.                      |                                                                                         |
| Az NSZK különleges osztály nagykeresztjének rendje vállszalaggal               | NSZK                      | 1974. június 24.                     |                                                                                         |
| Az Olasz köztársaság nagykereszt rendje lánccal és vállszalaggal               | Olaszország               | 1969. október 2.                     |                                                                                         |
| A legmagasabb osztályú Nishan Pakisztán-rend                                   | Pakisztán                 | 1961. január 13.                     |                                                                                         |
| Manuel Amador Guerro-rend lánccal                                              | Panama                    | 1976. március 15.                    |                                                                                         |
| Don Henriho-rend nagylánca vállszalaggal                                       | Portugália                | 1977. október 17.                    |                                                                                         |
| I. Károly rendjének lánca                                                      | Románia                   | 1947. december 16.                   |                                                                                         |
| Mihály király rendje 1. osztály                                                | Románia                   | 1947. december 19.                   |                                                                                         |
| Mihály király rendje 2. osztály                                                | Románia                   | 1947. december 19.                   |                                                                                         |
| Mihály király rendje 3. osztály                                                | Románia                   | 1947. december 19.                   |                                                                                         |
| A Román Népköztársaság csillagának rendje 1. osztály                           | Románia                   | 1966. április 18.                    |                                                                                         |
| A szocializmus győzelme-rend                                                   | Románia                   | 1972. május 16.                      |                                                                                         |
| San Marino-i polgári és katonai rend nagy keresztje vállszalaggal              | San Marino                | 1967. szeptember 25.                 |                                                                                         |
| A legmagasabb rendű Serafim királyi-rend vállszalaggal                         | Svédország                | 1959. február 29.                    |                                                                                         |
| Az oroszlán nemzeti rendje vállszalaggal                                       | Szenegál                  | 1975. augusztus 30.                  |                                                                                         |
| A legmagasabb osztályú OMay nemzeti rendje vállszalaggal                       | Szíria                    | 1974. február 6.                     |                                                                                         |
| Szomáli csillag rendje vállszalaggal                                           | Szomália                  | 1976. március 26.                    |                                                                                         |
| Győzelem-rend                                                                  | Szovjetunió               | 1945. szeptember 9.                  | A legmagasabb szovjet kitüntetés                                                        |
| Szuvorov-rend                                                                  | Szovjetunió               | 1944 szeptember                      |                                                                                         |
| Lenin-rend                                                                     | Szovjetunió               | 1972. június 5.                      | A Szovjetunió legmagasabb nemzeti díja                                                  |
| Októberi Forradalom rendje                                                     | Szovjetunió               | 1977. augusztus 16.                  |                                                                                         |
| A becsület rendjének nagylánca                                                 | Szudán                    | 1959. február 12.                    |                                                                                         |
| A Monó folyó rendjének nagykeresztje vállszalaggal                             | Togo                      | 1976. június 23.                     |                                                                                         |
| A függetlenség rendjének nagylánca                                             | Tunézia                   | 1961. április 9.                     |                                                                                         |
| A felszabadító legmagasabb rendjének lánca                                     | Venezuela                 | 1976. március 17.                    |                                                                                         |
| Nagy parancsnok és kiváló harcos a szabadságért-rend vállszalaggal 1. osztály  | Zambia                    | 1970. február 8.                     |                                                                                         |